# Узкоколейная железная дорога Альцевского торфопредприятия
Узкоколейная железная дорога — торфовозная узкоколейная железная дорога, колея 750 мм. Максимальная длина 10 км, эксплуатируется в настоящее время 10 км, год открытия: 1964 год. Грузовое и пассажирское движение. Узкоколейная железная дорога строилась для вывозки торфа и перевозки пассажиров для подвоза рабочих к торфяникам. В 1966 году было открыто регулярное движение по узкоколейной железной дороге, а в 1967 году по ней были вывезены первые тонны добытого предприятием торфа.
Современное состояние узкоколейная железная дорога действует, перспективы работы есть. Грузовое движение транспортировка торфа, пассажирский движение перевозка рабочих к торфяникам. Рядом с перегрузочными устройствами на станции «Перегрузочная» построен торфобрикетный завод введён в эксплуатацию в 2005 году.

## Подвижной состав
Локомотивы:
- Тепловоз ТУ6А - №
- Тепловоз ТУ8 - № 0310
- ЭСУ2А - № 671

Вагоны:
- Вагоны цистерны
- Хопперы-дозаторы
- Вагоны платформы
- Полувагоны для торфа
- Узкоколейные пассажирские вагоны ПВ40
- Вагон транспортёр для перевозки крупногабаритной торфодобывающей техники.

Путевые машины:
- Снегоочиститель С2-750
- Путеукладчики ППР2МА

## Фотогалерея

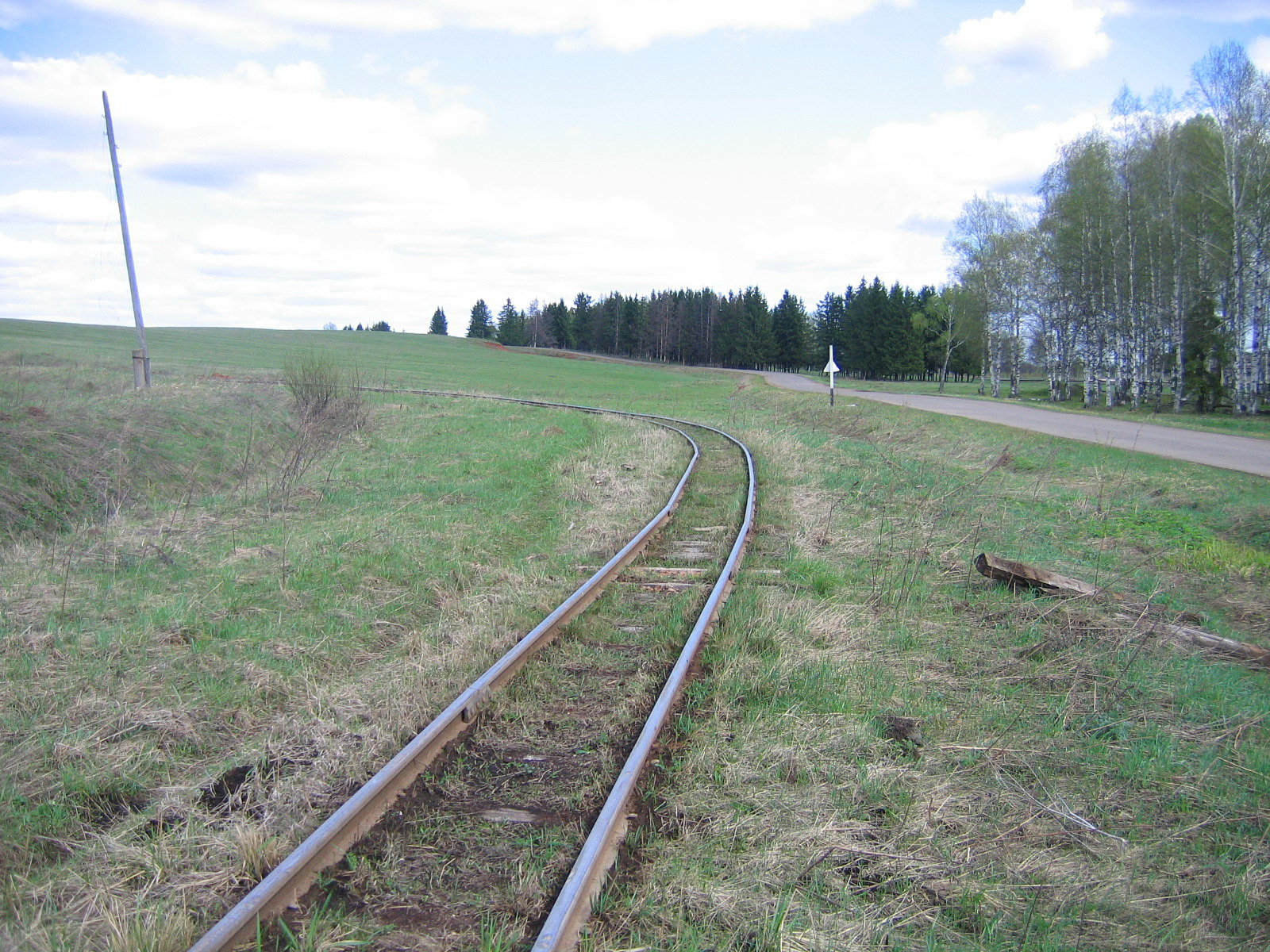
Перегон, вид в сторону торфоразработки
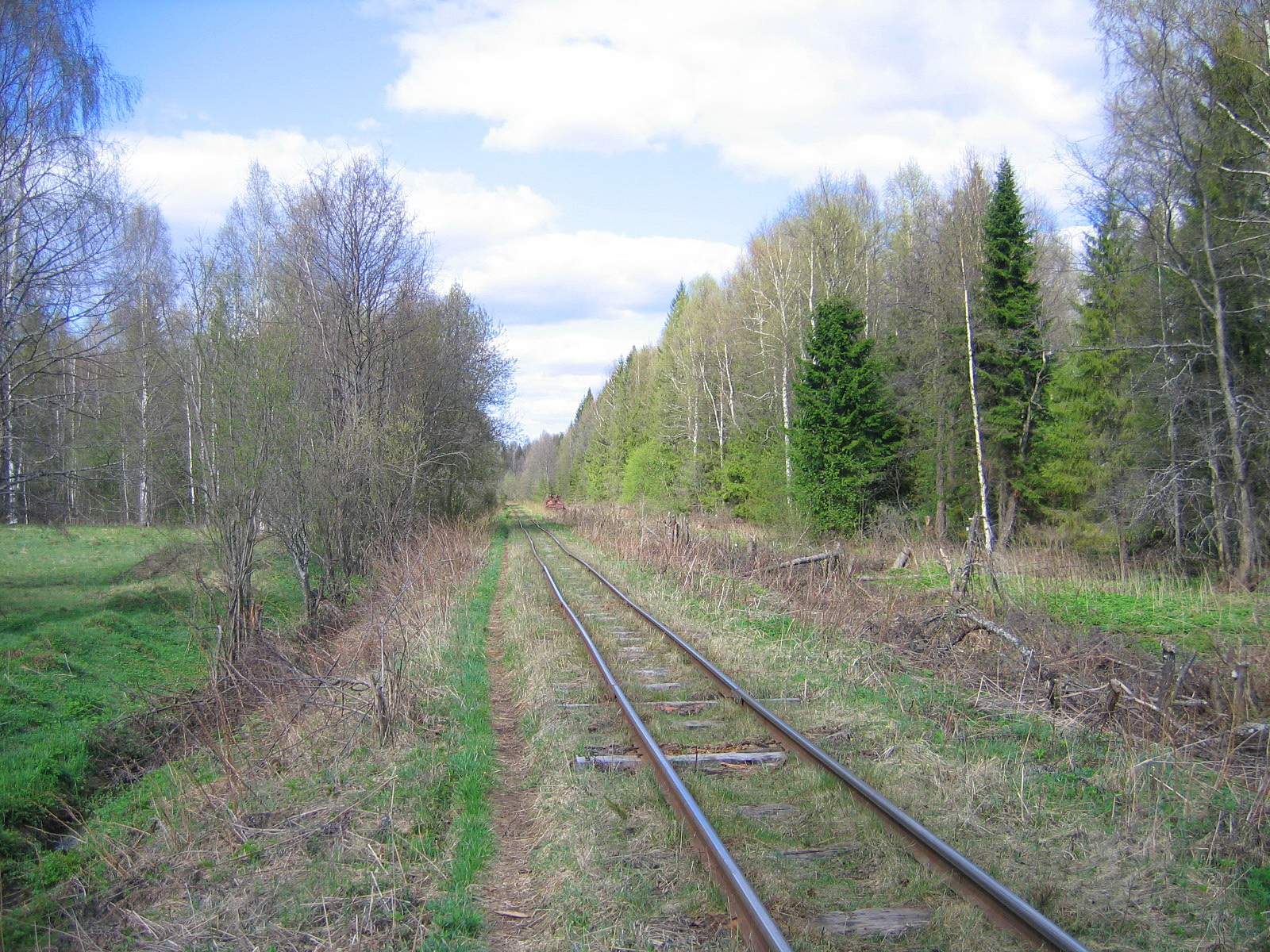
Перегон, вид в сторону торфоразработки
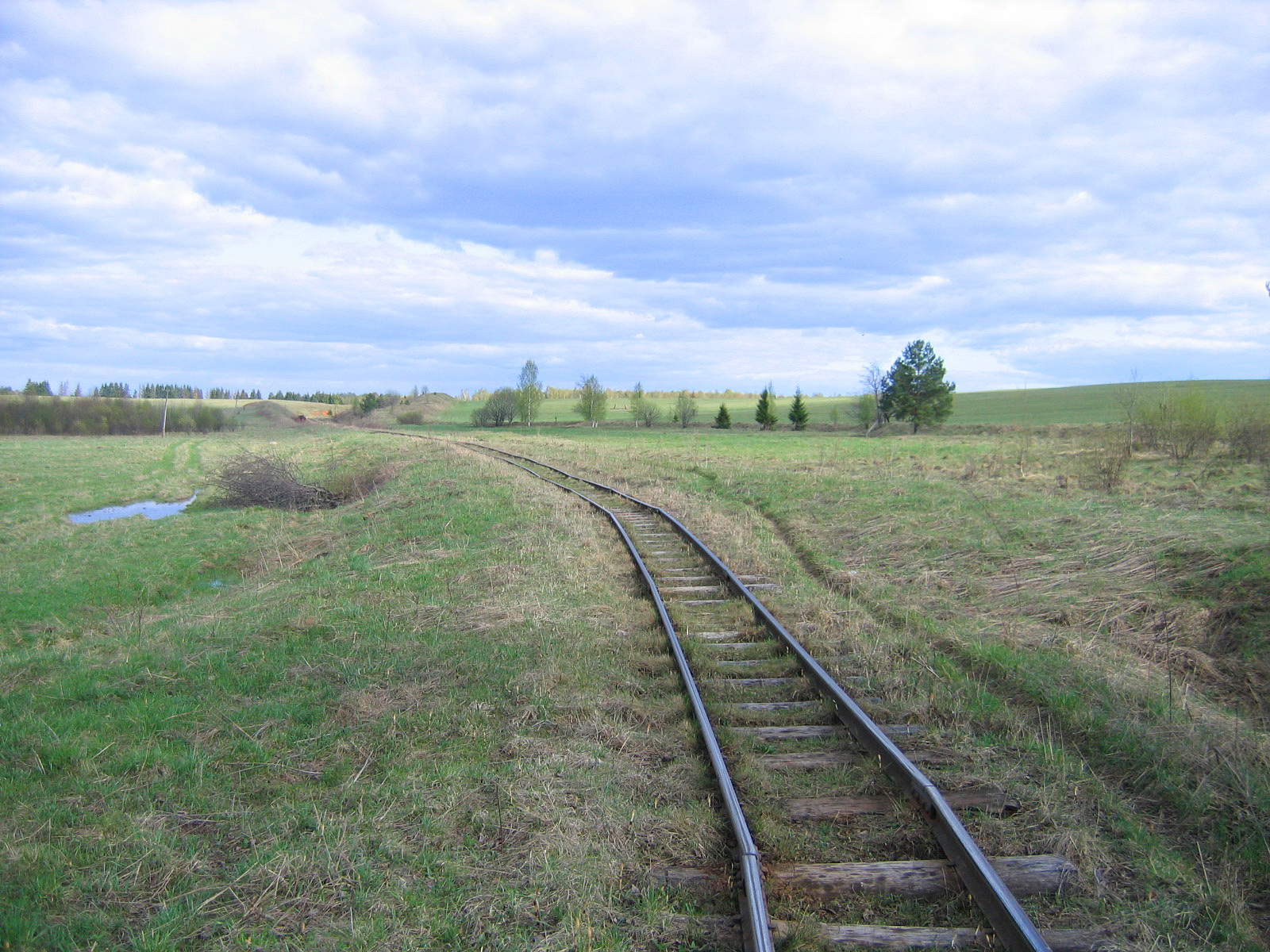
Перегон, вид в сторону торфоразработки
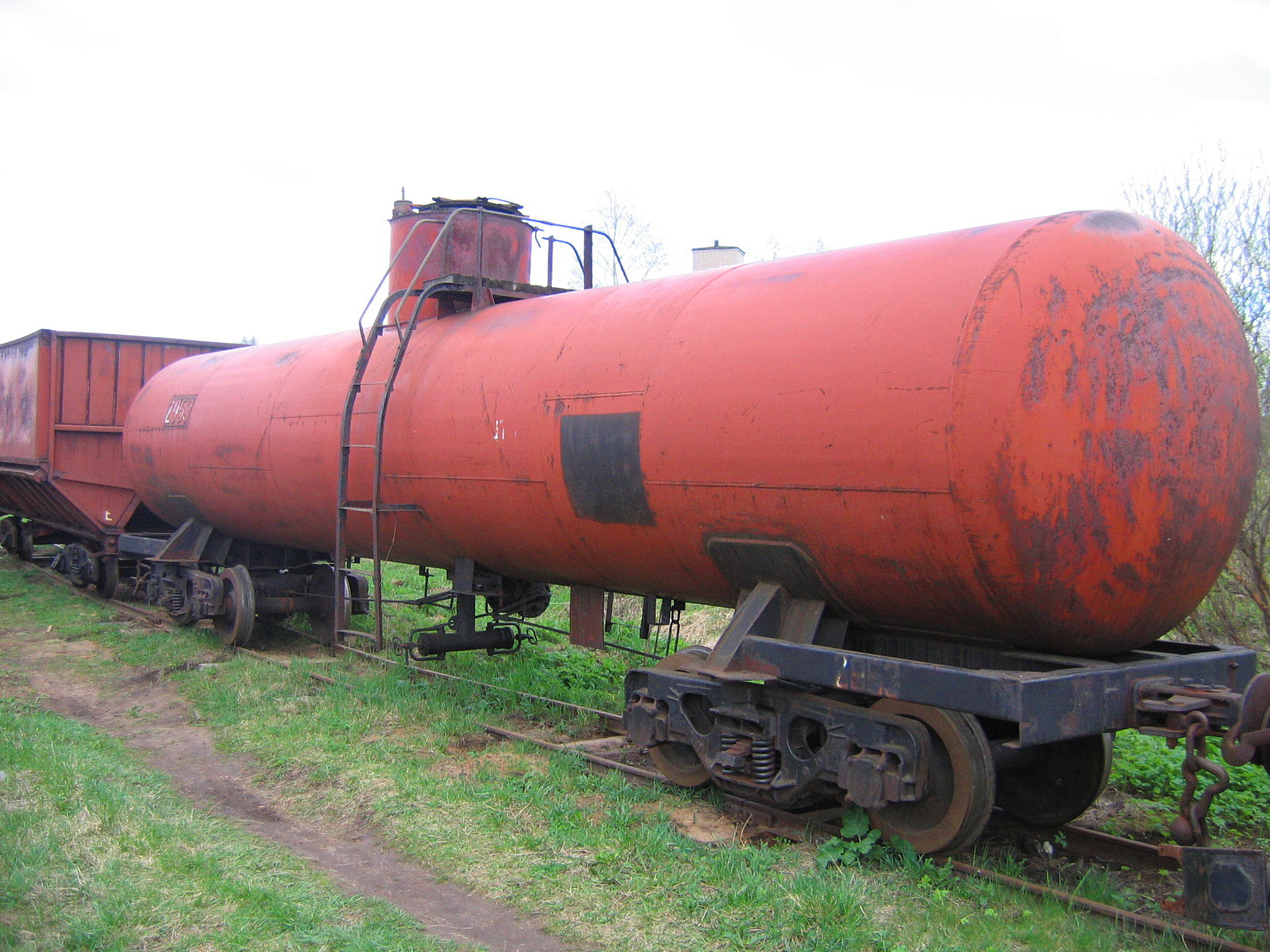
Цистерна ВЦ-20 вблизи механического цеха
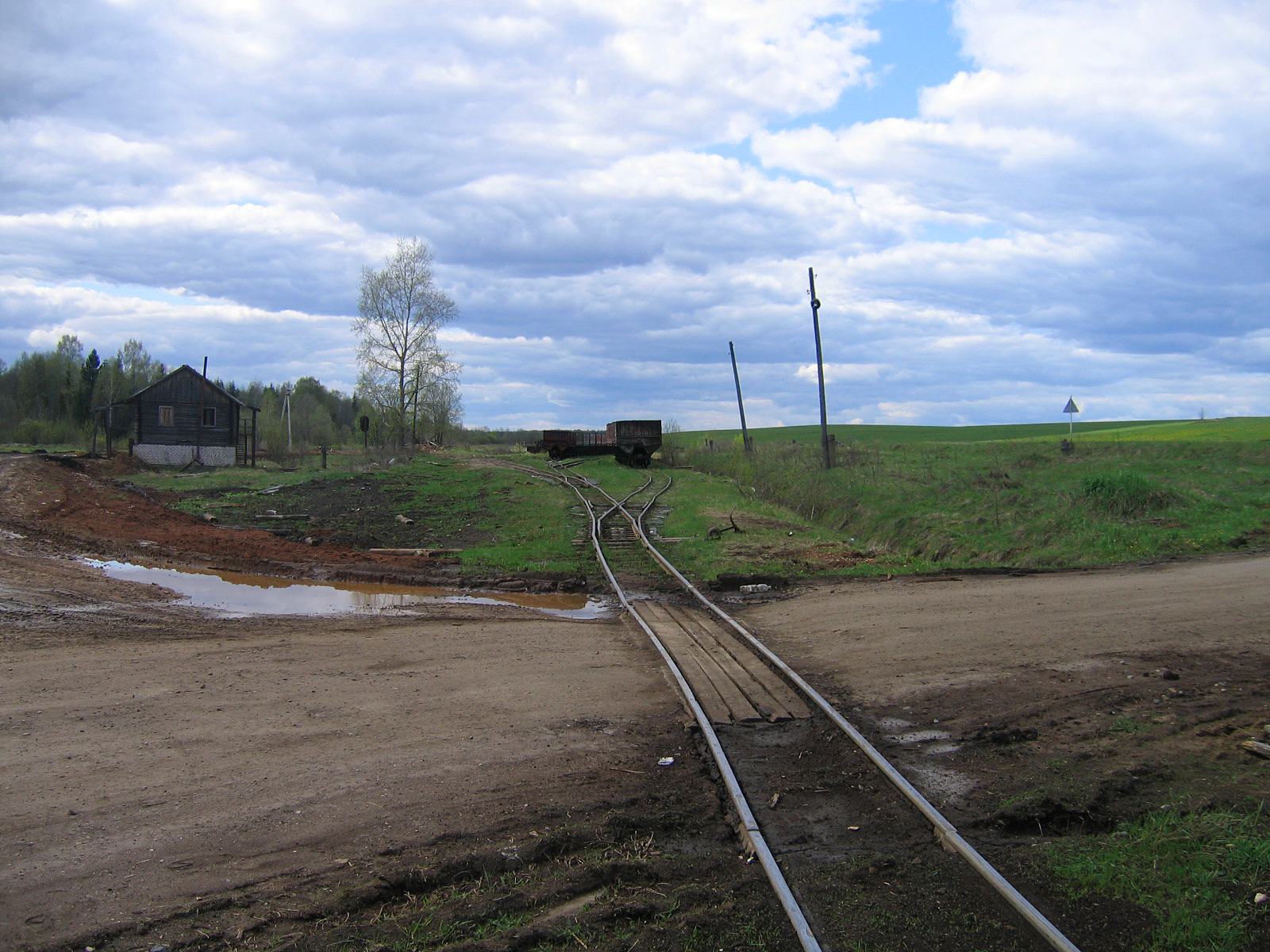
Составы ТСВ на ст. Перегрузочная
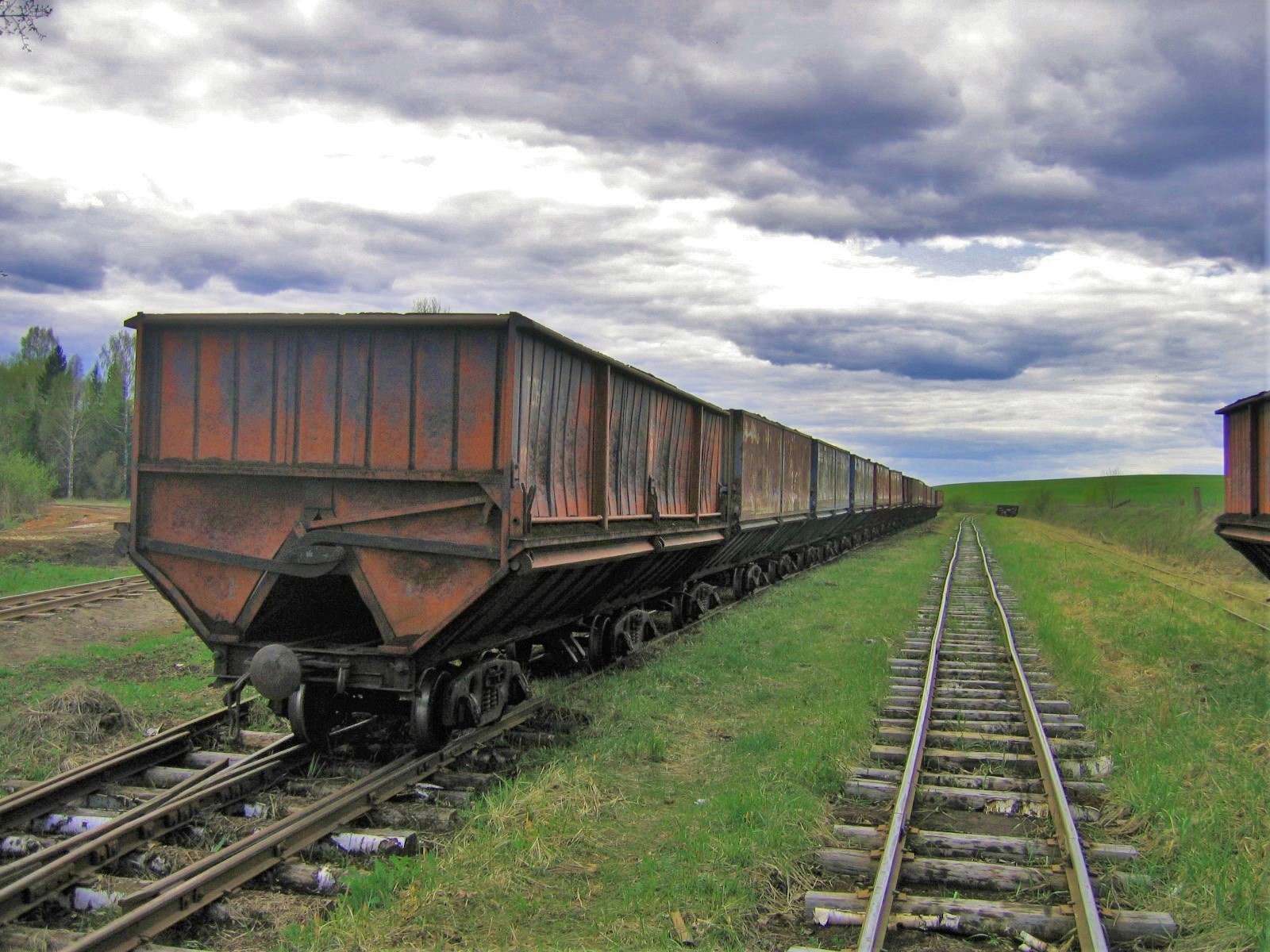
Состав ТСВ на ст. Перегрузочная
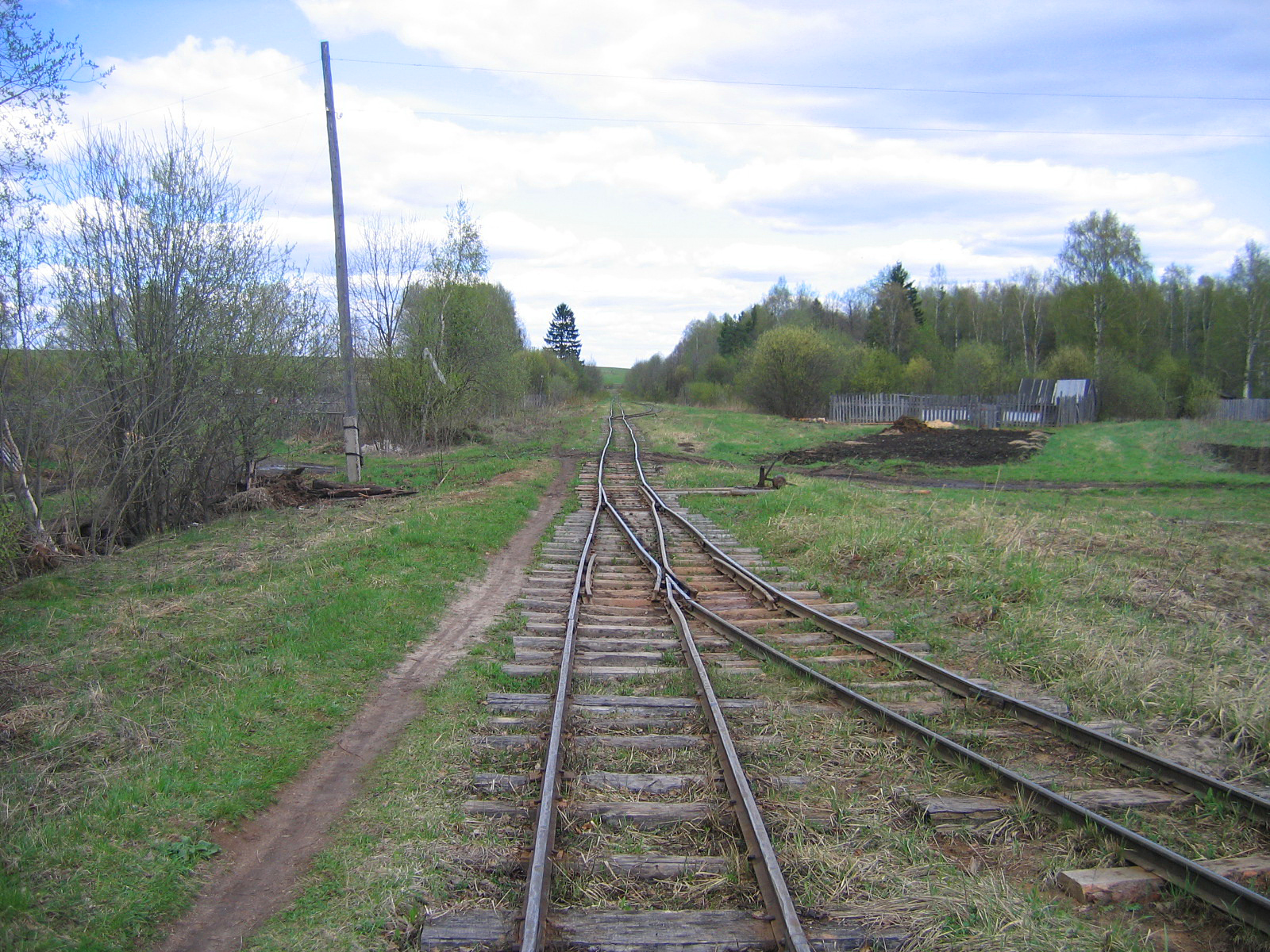
Разъезд перед депо и котельной
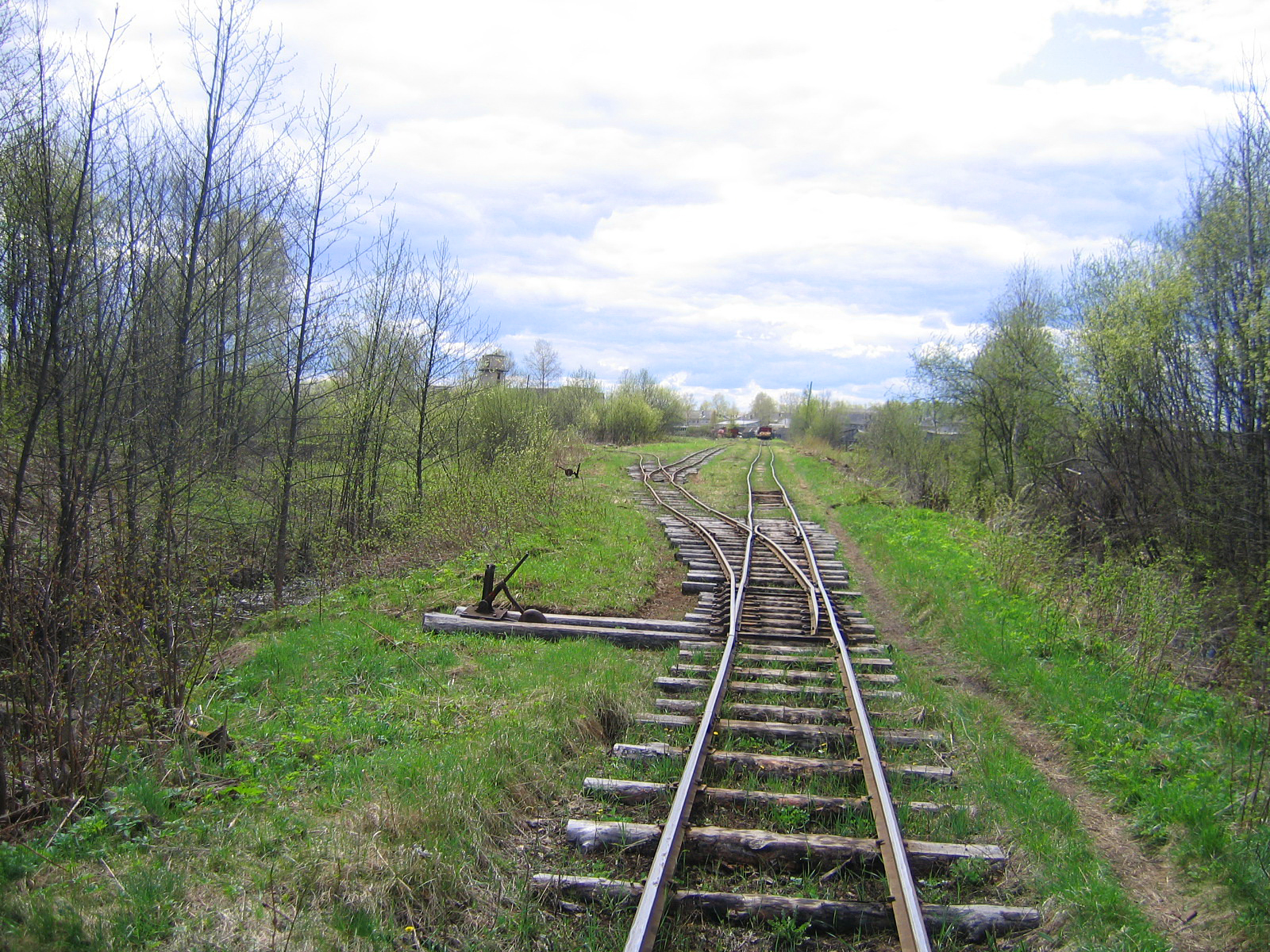
Разъезд вблизи котельной и депо